# Mount Hancox
Mount Hancox ist ein sehr markanter und mit 3245 m nach dem Mount Riddolls der zweithöchste Berg der Victory Mountains im ostantarktischen Viktorialand. Er befindet sich 9,5 km südöstlich des Mount Burton und überragt den Nordrand des Malta-Plateaus.
Benannt wurde er von der geologischen Mannschaft, die bei der New Zealand Geological Survey Antarctic Expedition (1966–1967) den Mariner-Gletscher untersuchte. Namensgeber ist Graham T. Hancox, leitender Geologe dieser Gruppe.